# وجه الحجر
وجه الحجر (به عربی: وجه الحجر) یک منطقهٔ مسکونی در سوریه است که در استان حمص واقع شده‌است. وجه الحجر ۸۳۱ نفر جمعیت دارد.